# 大橋里美
大橋 里美（おおはし さとみ、1970年9月8日 - ）は、元山陽放送（後のRSK山陽放送）のアナウンサー。

## 来歴
高校1年まで岡山県玉野市で生活した後、和歌山県日高郡へ転居した。本人は日高郡を出身地としている。和歌山県立耐久高等学校、和歌山大学経済学部経営学科卒業。
1993年に山陽放送に入社し、同期の遠藤寛子、篠田和之とともに同局のアナウンサーになる。
現在はフリー。

## 担当番組

### テレビ番組
- 山陽TVイブニングニュース[1]

### ラジオ番組
- そして明日は日曜日[1]
- ラジばたワイド 2丁目1番地[3]
- ラジばたワイド イブニングネットワーク
- ごきげん探偵団[2]
- ちびっ子バンザイ[2]
- おはようネットワーク
- アットちゃん倶楽部[4]